# Franco Tacelli
Franco Tacelli (Terracina, 27 luglio 1944 – Legnano, 1º gennaio 2019) è stato un calciatore italiano, di ruolo mediano.

## Carriera
Cresciuto nella SPAL di Paolo Mazza, passa nel 1966 in prestito in Serie C al Legnano. Torna alla SPAL nel 1967 e parte titolare esordendo in Serie A il 24 settembre a Ferrara contro il Milan nella gara vinta dai rossoneri per 4-1. Gioca un'altra gara nella massima serie per passare a novembre alla Reggina in Serie B. Resta a Reggio Calabria fino al 1972, anno in cui torna in Serie C con il Siracusa.